# Friedrich Paulsen
Friedrich Paulsen (Langenhorn, 16 luglio 1846 – Berlino, 14 agosto 1908) è stato un filosofo e pedagogista tedesco.

## Biografia
Frequentò la scuola e poi l'università a Erlangen, Bonn e Berlino, dove divenne professore straordinario di filosofia e pedagogia nel 1878. Nel 1896 succedette a Eduard Zeller sulla cattedra di filosofia morale a Berlino. Fu tra i più importanti studenti di Gustav Theodor Fechner, alla cui dottrina del panpsichismo diede prominenza nella sua Einleitung in die Philosophie (1892). 
Tuttavia, andò considerevolmente oltre Fechner nei suoi tentativi di dare una spiegazione epistemologica delle nostre conoscenze psicofische, cioè dell'interazione tra mente e corpo. Ammettendo pure l'ipotesi di Immanuel Kant che abbiamo un senso interiore grazie a cui siamo consci dei nostri stati mentali, questo comunque costituirebbe una conoscenza diretta di una "cosa in sé" - il che Kant considera impossibile. L'anima quindi, secondo Paulsen, è una realtà pratica che, con Arthur Schopenhauer, si può conoscere e osservare negli atti di volontà. Comunque, questa Volontà non è né desiderio razionale, né volontà inconscia irrazionale o volontà conscia intellettiva, ma un istinto, una "volontà di vivere" (Zielstrebigkeit), spesso subconscia, diretta a dei fini, ma senza usare la ragione come mezzo.

## Opere
- Versuch einer Entwickelunggeschichte der Kantischen Erkenntnistheorie (Leipzig, 1875)
- Im. Kant (1898, 1 899)
- Gründung, Organisation und Lebensordnungen der deutschen Universitäten im Mittelalter, in Sybel's «Historische Zeitschrift» (vol. XLV, 1881)
- Geschichte des gelehrten Unterrichts auf den deutschen Schulen und Universitäten (1885, 1896)
- System der Ethik (1889, 1899)
- Das Realgymnasium und die humanistische Bildung (1889)
- Kant der Philosoph des Protestantismus (1899)
- Schopenhauer, Hamlet und Mephistopheles (1900)
- Philosophia militans (1900, 1901)
- Parteipolitik und Moral (1900).